# Lucas Ontivero
Lucas Elias Ontivero (San Fernando del Valle de Catamarca, 9 settembre 1994) è un calciatore argentino, attaccante dell'Atlético Rafaela.

## Carriera

### Giovanili e debutto
Cresce calcisticamente nel San Lorenzo de Alem, la squadra della sua città natia, Catamarca, e quindi viene tesserato dal Real Madrid. Nella squadra spagnola milita per tre anni, per poi tornare nel suo paese d'origine all'Independiente, eccetto qualche mese in Messico al Mérida FC.
In questo periodo viene notato da numerose squadre europee, tra cui Tottenham, Milan e Genoa, nelle quali disputa qualche mese in prova, senza però essere tesserato.
La sua prima squadra da professionista è il Fénix, in Uruguay.

### Galatasaray e i vari prestiti
Viene notato dal Galatasaray allenato da Roberto Mancini, e dopo un periodo di prova viene acquistato per 2 milioni di euro. Con i turchi, alla sua prima stagione in Europa, disputa 3 partite e vince la coppa di Turchia. ad agosto il club decide di mandarlo in prestito per fargli fare esperienza e lo cede così sempre in Turchia al Gaziantepspor, ma dopo un solo gettone nella massima serie e 3 in coppa il club lo rimanda al Galatasaray che a sua volta lo gira nuovamente in prestito all'Honvéd di Budapest club magiaro militante nella massima serie. Ma con i vari cambi di panchina fra Soós prima e Marco Rossi poi non riesce ad imporsi e viene relegato sempre in panchina e tribuna, eccezion fatta per le uniche volte in cui è sceso in campo ovvero l'11 aprile nell'1-1 interno contro il Diósgyőr valido per il campionato ed il 21 aprile nel 3-2 sul Nyíregyháza in Coppa di Lega.
Nel mercato estivo del 2015 viene ceduto nuovamente in prestito, questa volta agli sloveni dell'Olimpia Lubiana.

## Statistiche

### Presenze e reti nei club
Statistiche aggiornate al 31 agosto 2017.
| Stagione        | Squadra               | Campionato      | Campionato | Campionato | Coppe nazionali | Coppe nazionali | Coppe nazionali | Coppe continentali | Coppe continentali | Coppe continentali | Altre coppe | Altre coppe | Altre coppe | Totale | Totale |
| Stagione        | Squadra               | Comp            | Pres       | Reti       | Comp            | Pres            | Reti            | Comp               | Pres               | Reti               | Comp        | Pres        | Reti        | Pres   | Reti   |
| --------------- | --------------------- | --------------- | ---------- | ---------- | --------------- | --------------- | --------------- | ------------------ | ------------------ | ------------------ | ----------- | ----------- | ----------- | ------ | ------ |
| 2012-2013       | Fénix                 | PD              | 4          | 1          | -               | -               | -               | -                  | -                  | -                  | -           | -           | -           | 4      | 1      |
| 2013-2014       | Fénix                 | PD              | 6          | 0          | -               | -               | -               | -                  | -                  | -                  | -           | -           | -           | 6      | 0      |
| Totale Fénix    | Totale Fénix          | Totale Fénix    | 10         | 1          |                 | -               | -               |                    | -                  | -                  |             | -           | -           | 10     | 1      |
| gen.-giu. 2014  | Galatasaray           | SL              | 3          | 0          | TK              | 2               | 0               | UCL                | 0                  | 0                  | ST          | -           | -           | 5      | 0      |
| 2014-gen. 2015  | Gaziantepspor         | SL              | 1          | 0          | TK              | 3               | 0               | -                  | -                  | -                  | -           | -           | -           | 4      | 0      |
| gen.-giu. 2015  | Honvéd                | NBI             | 1          | 0          | MK+MLK          | 0+1             | 0+0             | -                  | -                  | -                  | -           | -           | -           | 2      | 0      |
| 2015-gen. 2016  | Olimpia Lubiana       | 1. SNL          | 11         | 4          | CS              | 2               | 0               | -                  | -                  | -                  | -           | -           | -           | 13     | 4      |
| 2016            | Montreal Impact       | MLS             | 21         | 2          | CC              | 2               | 0               | -                  | -                  | -                  | -           | -           | -           | 23     | 2      |
| 2017            | Universidad de Chile  | PD              | 5          | 0          | CC              | 0               | 0               | CS                 | 2                  | 0                  | -           | -           | -           | 7      | 0      |
| 2017-gen. 2018  | Venados               | LA              | 16         | 2          | CM              | 0               | 0               | -                  | -                  | -                  | -           | -           | -           | 16     | 2      |
| gen.-apr. 2018  | Chacarita Jrs.        | PD              | 3          | 0          | CA              | -               | -               | -                  | -                  | -                  | -           | -           | -           | 0      | 0      |
| 2018            | Johor Darul Ta'zim II | MPL             | 2          | 1          | MCC             | 0               | 0               |                    | -                  | -                  |             | -           | -           | 2      | 1      |
| Totale carriera | Totale carriera       | Totale carriera | 73         | 10         |                 | 10              | 0               |                    | 2                  | 0                  |             | -           | -           | 85     | 10     |

## Palmarès

### Club

#### Competizioni nazionali
- Coppa di Turchia: 1

Galatasaray: 2013-2014